# Государственный строй Либерии
Политика Либерии осуществляется в рамках президентской представительной Демократической республики по образцу правительства США, где президент является главой государства и главой правительства; однако, в отличие от Соединенных Штатов, Либерия является унитарным государством, а не федерацией, и имеет многопартийную систему, а не двухпартийную систему, которая характеризует политику США.
На протяжении более столетия страной управляли освобожденные рабы из США, основавшие Либерию, и их потомки. Все это время в стране сохранялось сильное американское влияние, и США являлись примером для подражания. Либерийская конституция 1847 практически была списана с американской и предусматривала наличие трех ветвей власти: выборного президента (глава государства и исполнительной власти), двухпалатного законодательного органа и независимой судебной системы (судьи назначались). Различие состояло в том, что исполнительная власть подчинила себе законодательную и ограничила полномочия судебной системы. Кроме того, Либерия была скорее унитарным, чем федеративным государством. В отличие от пяти прибрежных графств, где обосновалась значительная часть американо-либерийцев, внутренние районы, где проживало преобладающее большинство населения, были лишены представительства в сенате и располагали незначительным числом мест в палате представителей. Фактически внутренние районы были колонией американо-либерийцев. Партия истинных вигов (ПИВ), узаконившая американо-либерийское правление, непрерывно находилась у власти с 1877 по 1980. На протяжении почти столетия избирательным правом обладали только потомки американо-либерийцев по мужской линии. Лишь в 1945 оно было предоставлено коренным либерийцам, а в 1947 - женщинам. С 1964 члены палаты представителей стали избираться в округах, образованных с учётом принципа пропорционального представительства всего населения Либерии, и страна была разделена на девять графств, каждое из которых получило право выбирать своих представителей в сенат. Инициатором реформ был президент Уильям Табмен, занимавший этот пост с 1944 по 1971. В основе проводимой им политики лежали две идеи: социополитическая унификация страны, направленная на интеграцию коренного населения в американо-либерийское общество, и режим брагоприятствования для частных иностранных инвестиций, с помощью которых, по мнению Табмена, можно было развивать экономику страны, не затрагивая привилегий её элиты. Реформы Тамбена продолжил его преемник на посту президента Уильям Р.Толберт. В конце 1970-х годов оформилась организованная оппозиция ПИВ в лице Прогрессивной народной партии (ПНП) и Движения за социальную справедливость в Африке (ДССА). Недовольство охватило и армию. Американо-либерийские офицеры поддерживали правительство, однако военнослужащие рядового и сержантского состава, большинство которых составляли коренные либерийцы, были недовольны положением в стране. 12 апреля 1980 правительство Толберта было свергнуто армейскими низами. Власть перешла к Совету народного спасения (СНС) во главе со старшим сержантом Самюэлем Доу. В новое правительство вошли представители трех партий - ПИВ, ПНП и ДССА. Вскоре политические партии были запрещены, а гражданские министры выведены из правительства. Присвоив себе чин генерала, Доу установил личную диктатуру через СНС. Хотя переворот лишил американо-либерийцев политической власти, они сохранили господствующие позиции в экономике. В 1984 вступила в действие новая конституция, которая была скопирована с конституции 1847. В 1985, когда многие лидеры оппозиции находились под арестом, были легализованы четыре политические партии: Национально-демократическая партия Либерии (во главе с Доу) и оппозиционные Либерийская партия действия, Партия единства и Партия объединения Либерии. В октябре 1985 были проведены президентские выборы. Их результаты позволили генералу Доу сменить пост главнокомандующего на пост президента. В период правления Доу внешняя политика Либерии была консервативной и прозападной. Страна получала большую помощь от США. В частности, вблизи Монровии был установлен мощный ретранслятор радиостанции "Голос Америки". Вооруженные силы почти полностью содержались за счет помощи США. Либерия - член ООН, Организации африканского единства (ОАЕ) и Экономического сообщества западноафриканских стран (ЭКОВАС). В 1989 бывший государственный служащий Чарлз Тейлор, лидер Национального патриотического фронта Либерии (НПФЛ) совершил военный переворот. В августе 1990 решением ЭКОВАС в Либерию был направлен 10-тысячный контингент миротворческих сил (ЭКОМОГ). На состоявшихся вскоре после этого в Гамбии мирных переговорах представители стран-членов ЭКОВАС избрали президентом Временного правительства национального единства лидера Либерийской народной партии Амоса Сойера. Через месяц Сойер сформировал правительство, и начало действовать Национальное собрание, составленное из представителей основных политических сил страны. Мятежные силы под командованием Тейлора и другие вооруженные группировки, стремясь захватить власть в стране, продолжали военные действия. На территории Либерии шли ожесточенные бои, несмотря на усилия ЭКОВАС облегчить выполнение периодически заключавшихся соглашений о прекращении огня. В 1993 представители ЭКОВАС, ООН и ОАЕ выработали текст мирного соглашения, предусматривавшего формирование нового временного правительства, во главе которого должен был стоять высший орган исполнительной власти - Государственный совет в составе пяти человек, представляющих основные воюющие группировки. Планировалось создать временный законодательный орган. Несмотря на все эти и последующие мирные соглашения, ЭКОМОГ так и не смог прекратить вооруженный конфликт. В соответствии с условиями соглашения о перемирии, достигнутого в 1996, в Либерии в июле 1997 состоялись демократические выборы. Тейлор был избран президентом, а его партия НПФЛ получила большинство мест в парламенте.